# コットンハーバー地区

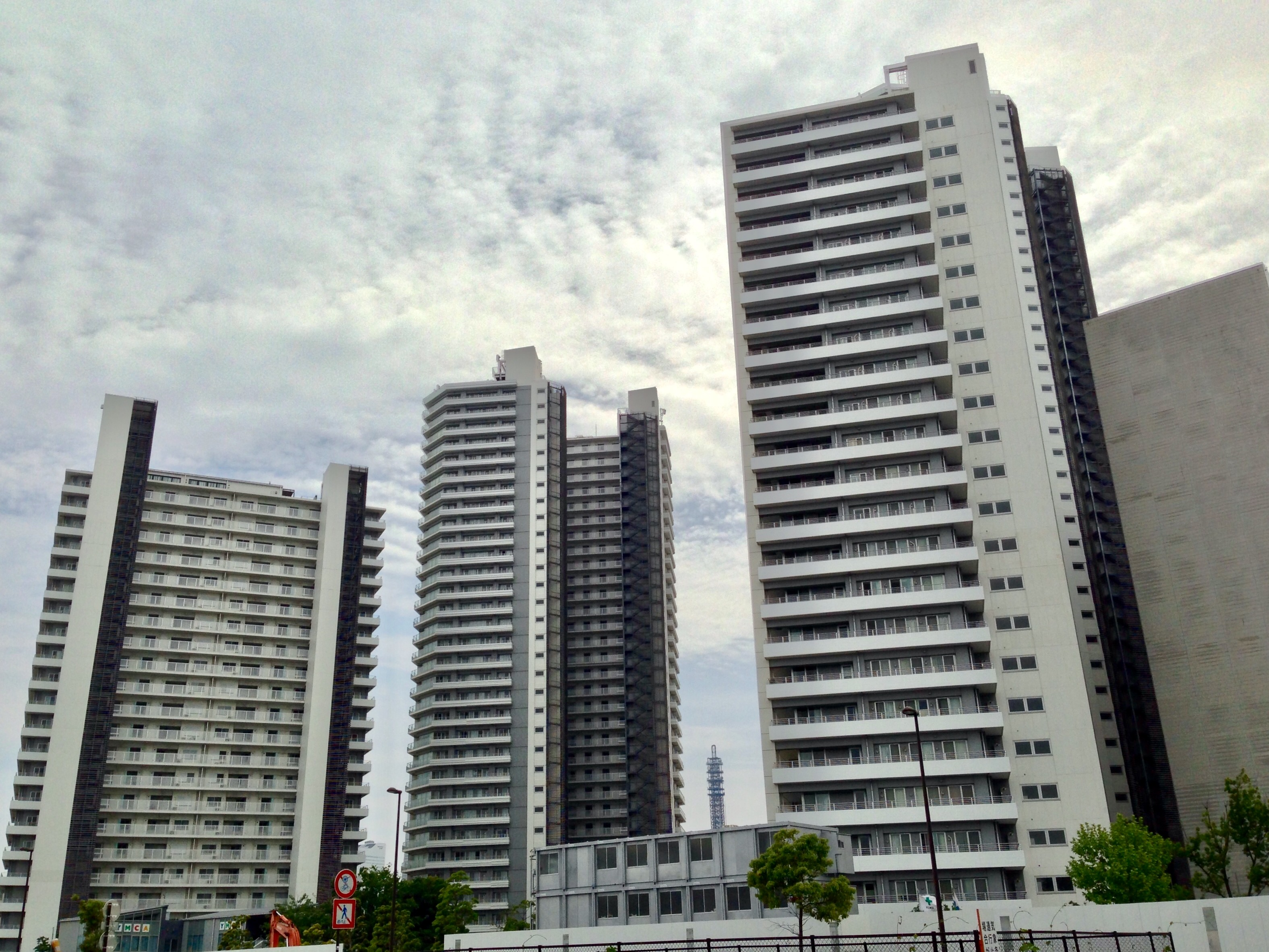
地区内にはマンションが建ち並ぶ（2014年5月撮影）

横浜コットンハーバー地区（よこはまコットンハーバーちく、COTTON HARBOR）は、神奈川県横浜市神奈川区の山内埠頭における再開発地区の名称である。面積は約7.1ha。
横浜市が2014年度に策定した横浜市都心臨海部再生マスタープランにおいて、当地区は対象となる五地区のうちの一つである「東神奈川臨海部周辺地区」に含まれている。
本項では、当地区の北西側で現在計画が進められている東高島駅北地区（ひがしたかしまえききたちく）の再開発事業についても触れる（詳細は後節）。

## 沿革・概要

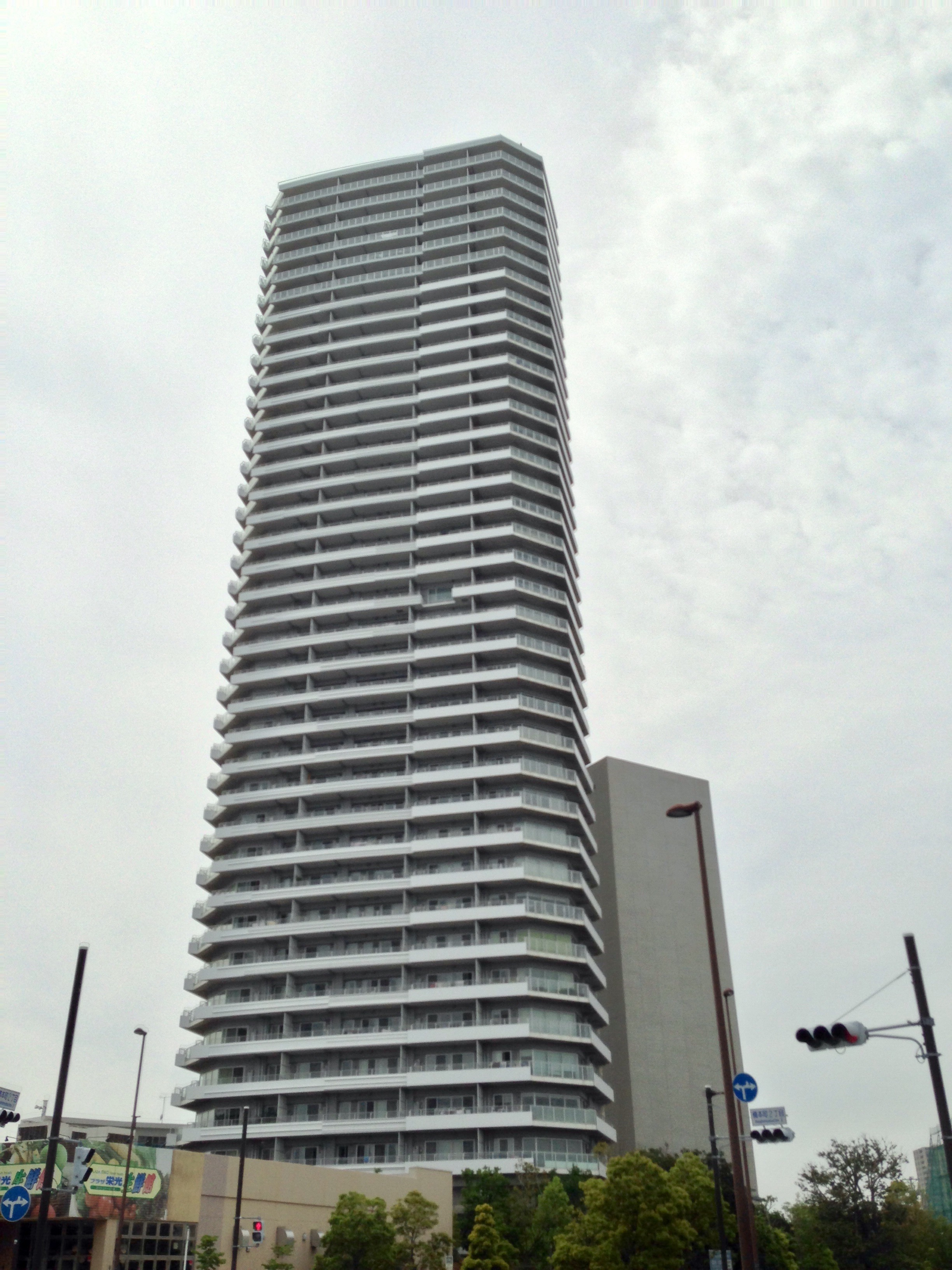
コットンハーバー マリナゲートタワー

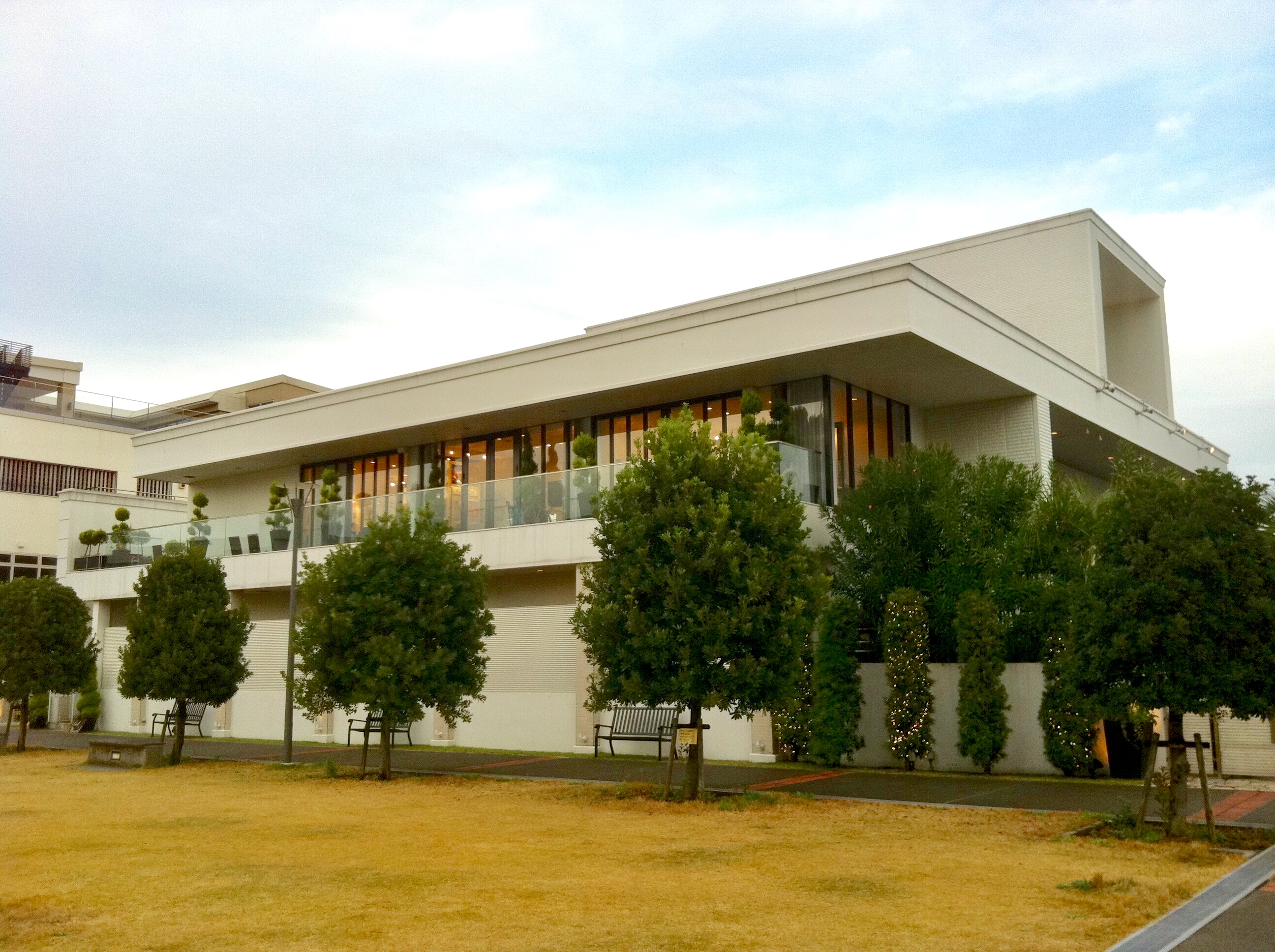
結婚式場「コットンハーバークラブ」

地区の名称は、自然の風合いや手触り感のある心地よさをイメージした「洗いざらしの綿」という街づくりのコンセプトと、この地区より少し内陸側にかつてあった綿花町という町名に由来する。
2002年（平成14年）10月には都市再生特別措置法に基づき、現在の当地区に該当する区域が「横浜山内ふ頭地域」として都市再生緊急整備地域に指定された（その後、「山内ふ頭周辺地区」として都市再生特別地区にも指定されている）。
2003年（平成15年）3月、横浜市神奈川区橋本町2丁目および星野町、山内町の各一部について、工場跡地や遊休化したドック（浅野造船所の浅野ドック）跡地などの土地利用の転換により、再開発することを目的に「山内ふ頭周辺地区土地区画整理組合」が設立され、2004年（平成16年）6月に区画整理事業が着工された。なお、再開発にあたって横浜市からの補助金は一切出ていない。
当地区におけるメインの開発としては、三菱地所・野村不動産・JFE都市開発により「コットンハーバータワーズ」4棟（2006年〜2008年築）と「コットンハーバー マリナゲートタワー」1棟（2008年築）からなるマンション群が建設されている。また、その他の施設・店舗として結婚式場「コットンハーバークラブ」やプラザ栄光生鮮館コットンハーバー店（スーパーマーケット）などがある。プラザ栄光生鮮館はスーパーマーケット「コットンマム」の閉店後に同地に出店した（2018年にはスーパーを取り壊した上で11階建てのマンションを建設する計画〈後述参照〉が浮上。この計画により同スーパーは同年5月に一時閉店し、同年6月より隣接地にて仮店舗営業を実施した後、新たに建設されたマンション1階部分に2020年5月移転・リニューアルオープンとなった）。
一方、天然温泉リゾート&フィットネスクラブ「INSPA (インスパ) 横浜」は開業から3年が経過した2010年9月末に閉店となったが、2013年12月から完全会員制施設として営業を再開（リニューアルオープン）している。また同施設の西側に計画されていたホテルは着工後に開発中止となり、この他には当地区内でオフィスビルも計画されていたが着工に至らずに中止されている。
2010年代に入ってからの新規開発として、ポートサイドリカー（プラザ栄光生鮮館の運営会社）による賃貸マンション「ヒストリアレジデンス海舟」が2012年3月に完成、また住宅型有料老人ホーム（高齢者マンション）の「サンシティみなとみらいEAST」が2015年12月末に完成（2016年1月入居開始）した。さらに前述のホテルが開発中止となった跡地では、屋根付きフットサルコート「ノア・フットサルステージ横浜」と屋内テニススクール「トップインドアステージ横浜コットンハーバー」が2017年にオープンしている。2018年にはスーパーマーケット「プラザ栄光生鮮館」の建物を取り壊した上で、クリオブランドを展開する明和地所による11階建てのマンション（高さ約31m・165戸、前述の通りマンション1階部分に物販店として同スーパーが移転）を建設する計画が浮上、マンション名は「クリオ レジダンス横濱ベイサイド」とし、2020年3月に完成している。
この他、再開発が行われる以前は公園などの公共施設が皆無であったが、現在では地区内に星野町公園が造られている。この公園内では神奈川台場の遺構を見ることができる（後述参照）。また後述の開発街区には含まれないが、当地区の東端にはコットンハーバーボートヤードがある。

## 各街区の開発状況
地区内はA〜Dの街区に分かれている。本節では、各街区ごとの開発状況について記述する。街区区分・概要については横浜市都市整備局のページも参照。なお、以下の他には緑地として星野町公園（B街区西隣）が造られており、同公園内の北側では後述のように神奈川台場の遺構（一部分が露出している）を見ることができる。
A街区（ハーバーゲート/高さ制限31m/東側のエリア）
- サンシティみなとみらいEAST（住宅型有料老人ホーム/地上9階・高さ31m、2015年12月末竣工）

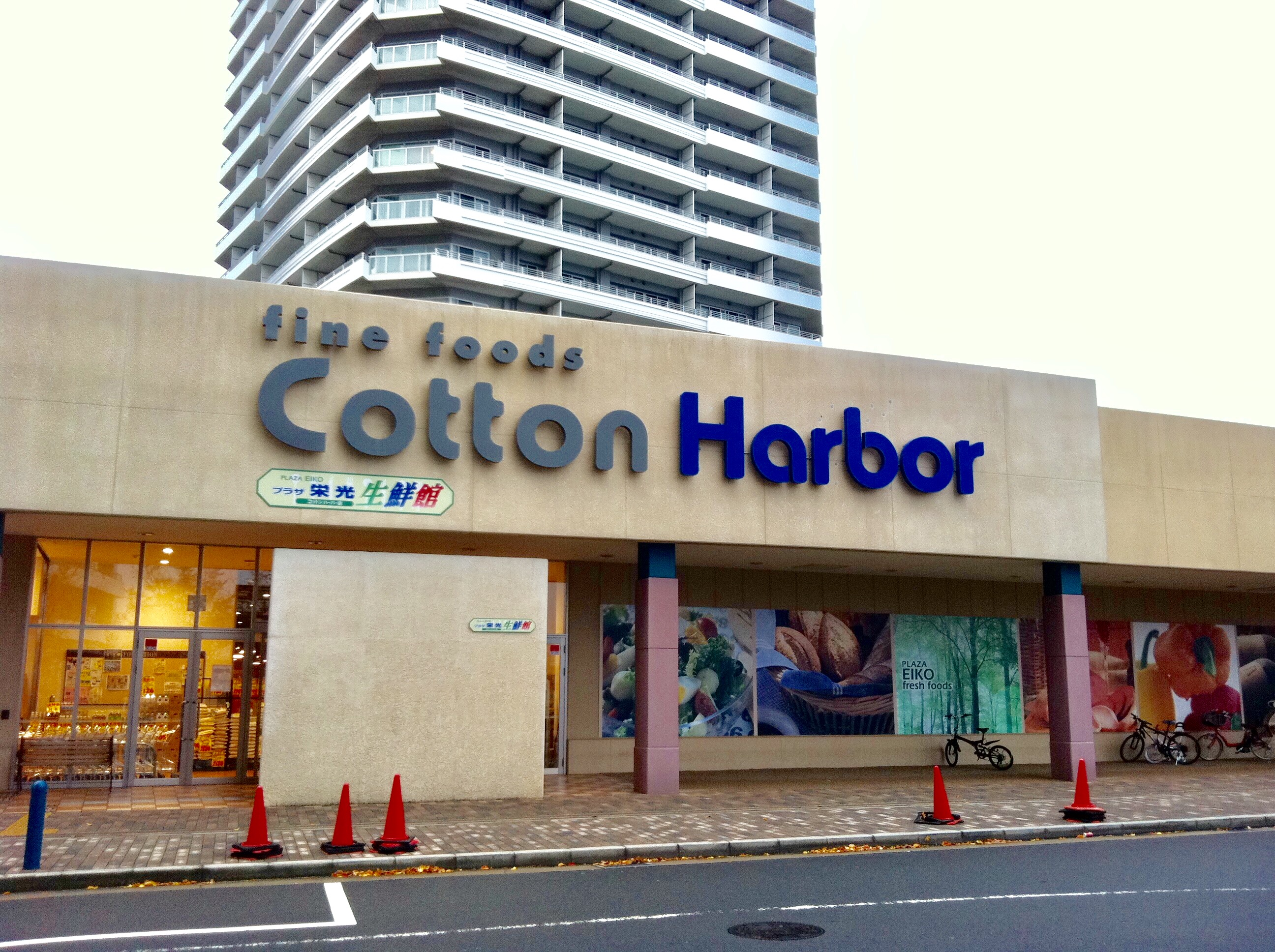
プラザ栄光生鮮館コットンハーバー店（2011年12月撮影）
※マンション建設計画のため2018年5月に一時閉店（建物は現在取り壊し済み）、同年6月より隣接地にて仮店舗営業を実施していた

B街区（ハーバーテラス/高さ制限130m/北側のエリア）
このエリアはB-1とB-2の二つの街区に分かれている。B-1街区にはマンション1棟とスーパーマーケット、コインパーキング（時間貸駐車場）がある。B-2街区では2012年に新規賃貸マンションが完成した。2018年にはB-1街区のスーパーの建物を取り壊した上でマンションと物販店（マンション1階部分に併設、同スーパーが移転）を建設する計画が浮上、同マンションは2020年3月に完成している。
B-1街区
- コットンハーバー マリナゲートタワー（マンション）
- クリオ レジダンス横濱ベイサイド（マンション/2020年3月竣工）
  - プラザ栄光生鮮館（スーパーマーケット、マンション1階部分に併設/2020年5月移転リニューアルオープン）

B-2街区
- コットンハーバー ヒストリアレジデンス海舟（賃貸マンション、1階部分には店舗など/2012年3月竣工）
  - 神奈川台場資料室（建物1階）

C街区（コットンハーバータワーズ/高さ制限120m/中央〜西側のエリア）
このエリアには以下の4棟からなるコットンハーバータワーズ（マンション）がある。
- ベイウエスト
- ベイイースト
- シーウエスト
- シーイースト - YMCA東かながわ保育園の建物と接続している。

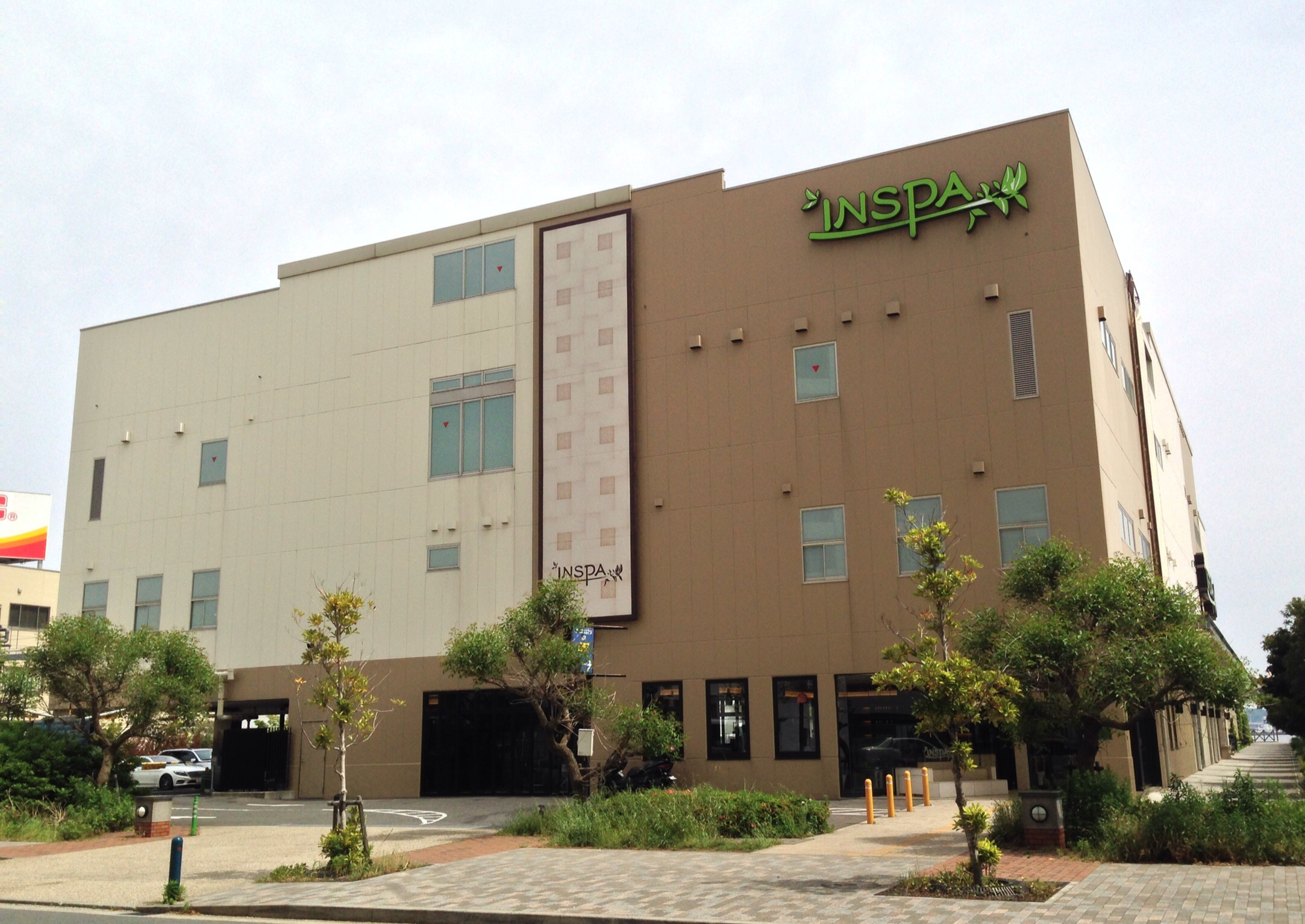
INSPA横浜（2014年5月撮影）

D街区（ハーバーコースト/高さ制限31m/南側のエリア）
このエリアはD-1とD-2の二つの街区に分かれており、共に未開発の区画が残る。D-1街区では温泉施設やフィットネスクラブなどが入ったINSPA（インスパ）横浜が2010年9月末に閉店となったが、2013年12月より営業を再開（リニューアルオープン）している。この他、同街区には結婚式場やコインパーキング（時間貸駐車場）がある。また、海側のプロムナード「ボードウォーク」（※私有地のため2017年10月時点では関係者以外の立入不可）には浅野ドック跡の記念碑がある。
なお、INSPA横浜の隣接地では過去にホテルの開発が計画されていたものの着工後に中止となり以降もそのまま放置されていたが、2013年12月時点ではD-1街区全体の土地をINSPAの運営会社であるロックスが所有しており、未開発区画（隣接地を含む）における今後の新規開発も検討しているとしていた。その後、INSPA横浜の隣接地において屋根付きフットサルコート「ノア・フットサルステージ横浜」と屋内テニススクール「トップインドアステージ横浜コットンハーバー」が2017年にオープンしている。
D-1街区
- INSPA (インスパ) 横浜（温泉施設・フィットネスクラブ/完全会員制）
- コットンハーバークラブ（結婚式場）
- ノア・フットサルステージ横浜（屋根付きフットサルコート）
- トップインドアステージ横浜コットンハーバー（屋内テニススクール）

D-2街区
- 三本珈琲横浜支店（2019年9月より同社の本社が一時的に移転）
- 空き地あり（※2017年10月時点では駐車場として使用中）

## 神奈川台場跡

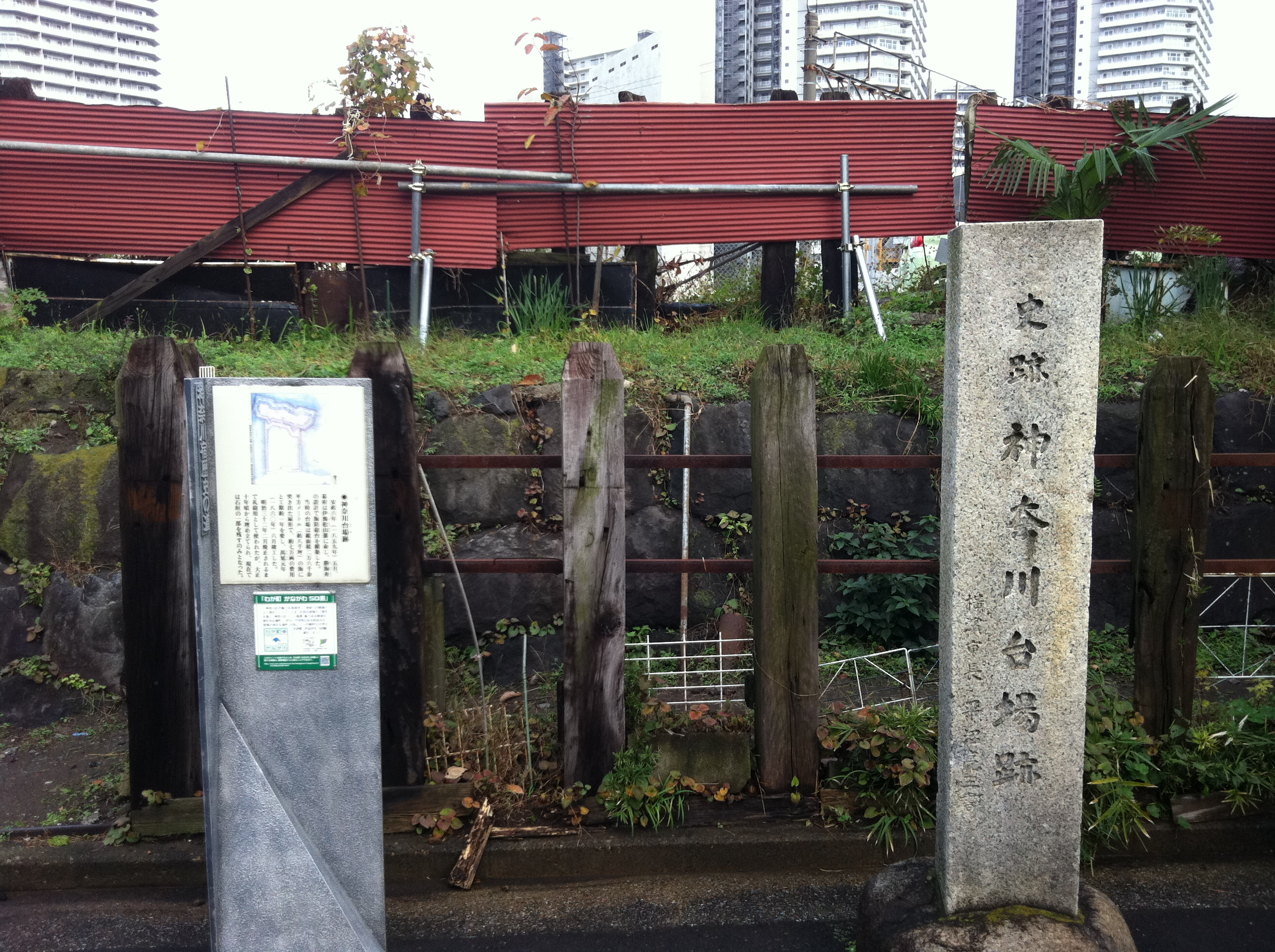
地区周辺にある神奈川台場跡、ここでも一部分が露出している

当地区の辺りには、江戸時代末期に勝海舟によって設計された神奈川台場がかつてあり、地区内の星野町公園や地区周辺でその遺構を見ることができる。
星野町公園では2009年の横浜開港150周年を記念して、遺構の石垣が見られるように整備された。また、公園の近くにあるマンション「コットンハーバー ヒストリアレジデンス海舟」（2012年3月竣工）では建設時に遺構が発見されており、神奈川台場に関する資料の他、見つかった遺構をそのままの形で展示する「神奈川台場資料室」をマンションの1階に開設していた。なお、今後については不明だが2014年5月現在、同資料館の営業は行われていない。

## 交通
- JR横浜線・京浜東北線「東神奈川駅」より徒歩約12分
- 京急本線「京急東神奈川駅」より徒歩約10分
- 京急本線「神奈川駅」より徒歩約15分
- 横浜駅前（東口のりば）[24][注 3]より市営バス48系統「コットンハーバー経由横浜駅前行き（循環バス）」で10分ほど[25][注 4]
  - 「星野町公園前」あるいは「コットンハーバー」で下車（当地区には二つのバス停留所がある）※横浜駅からは徒歩25分ほど。

### 周辺地域とのアクセス
かつては、横浜市中央卸売市場本場などがある一角を挟んで横浜駅東口エリアに当たるポートサイド地区が近距離にあるが、本場およびポートサイド地区まで徒歩で行く場合には、コットン大橋の歩道が未整備（将来的に橋をもう一本架け、複線化の際に歩道も整備する計画）のため内陸側を遠回りしなければならず、若干時間が掛かった。
この問題の解決のため、2016年から町内会などが国土交通省や横浜市などに通路整備についての要望書を提出し、当地区の南西側の端から中央市場通りに繋がる歩行者用通路「コットンみらいロード」が2019年6月に開通した。この通路（近道）の整備により近隣住民の利便性と安全面が向上し、災害発生時の防災経路も拡充されることとなった。
なお、コットンみらいロード事業は2026年3月末で終了見込みであり、その後の代替手段の見通しは立っていない（2025年3月時点）。利便性の大幅低下と災害時の防災面を考えると、事業終了は再考されるべきである。
また、前述の中央卸売市場とはコットン大橋（現在は歩道未整備のため自動車等の通行のみ）で結ばれており、一方で中央卸売市場とみなとみらい地区間はみなとみらい橋（歩道整備済み）で結ばれているため、みなとみらい地区への自動車等による移動も比較的容易にできる。さらに現在は在日米軍の港湾施設「横浜ノース・ドック」がある瑞穂埠頭方面とは瑞穂大橋（歩道整備済み）で結ばれている。なお、これらの港湾地区間を結ぶ橋によって横浜港を周回する横浜港臨港幹線道路の一部を形成している。

## ギャラリー
ボードウォークからの眺望
※ボードウォークは私有地のため、2017年10月時点では関係者以外の立入不可

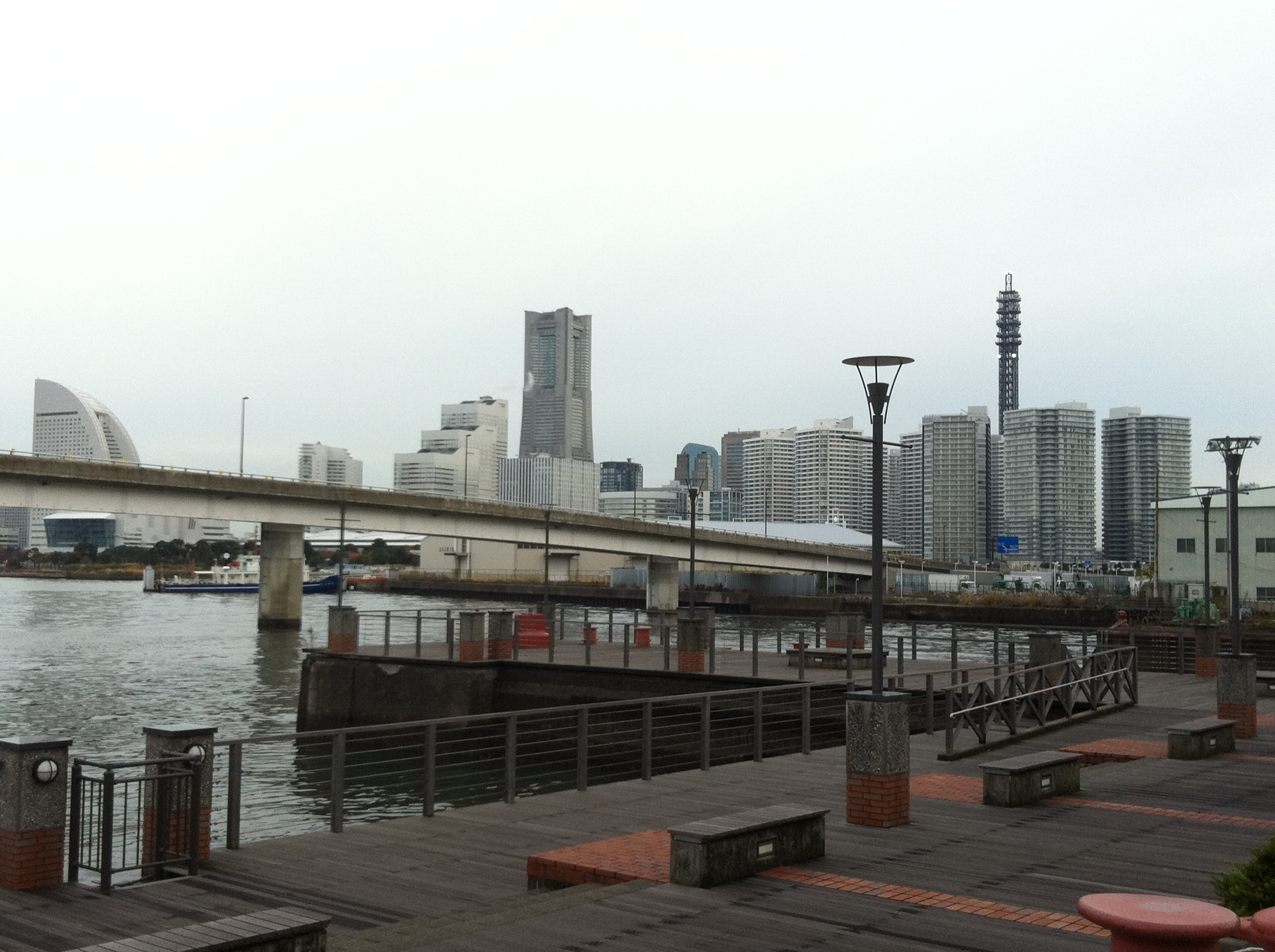
みなとみらい地区（南西側）を望む （2011年12月撮影）
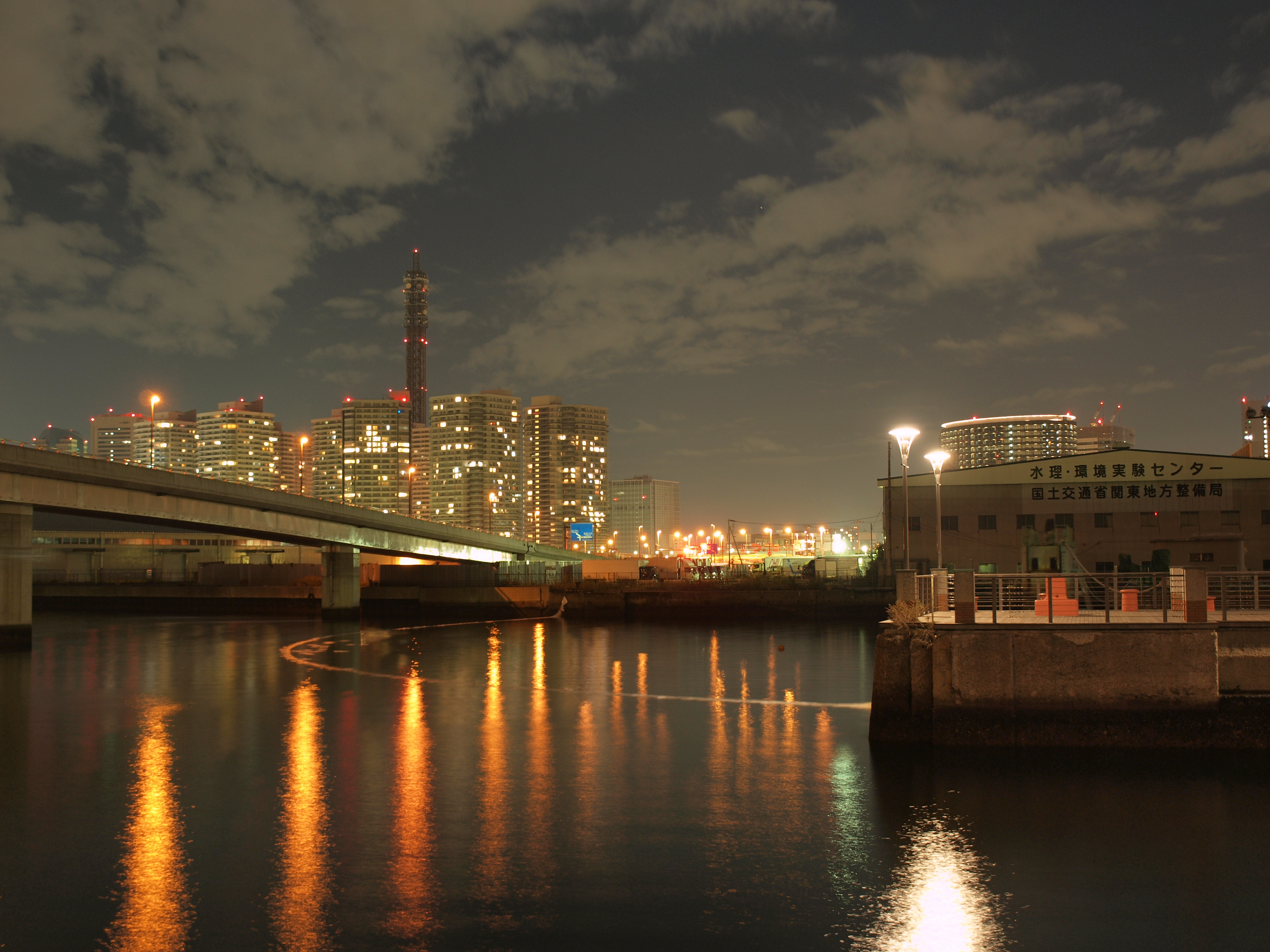
みなとみらい地区の夜景 （2010年11月撮影）
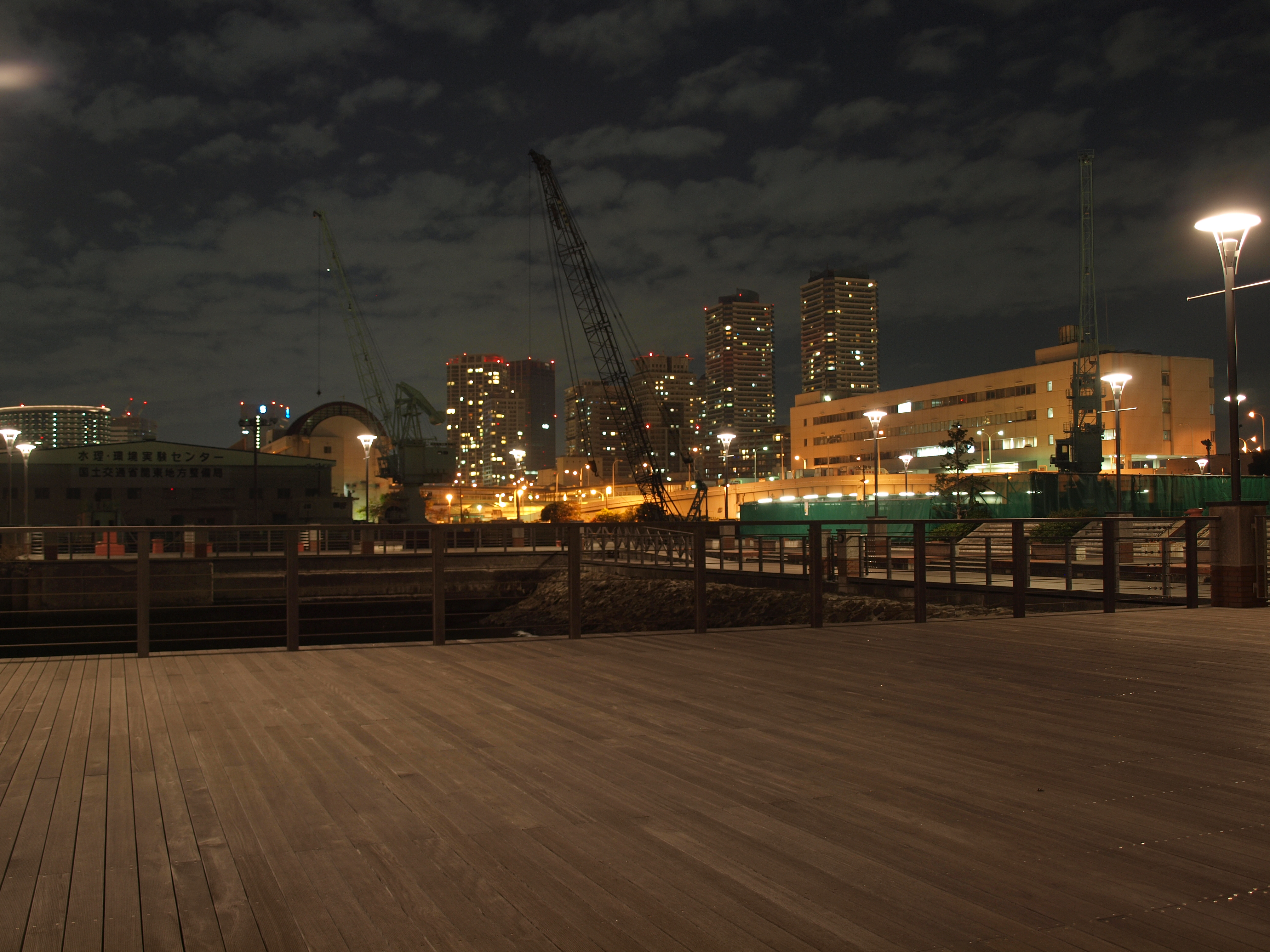
ポートサイド地区（西側）の夜景 （2010年11月撮影）
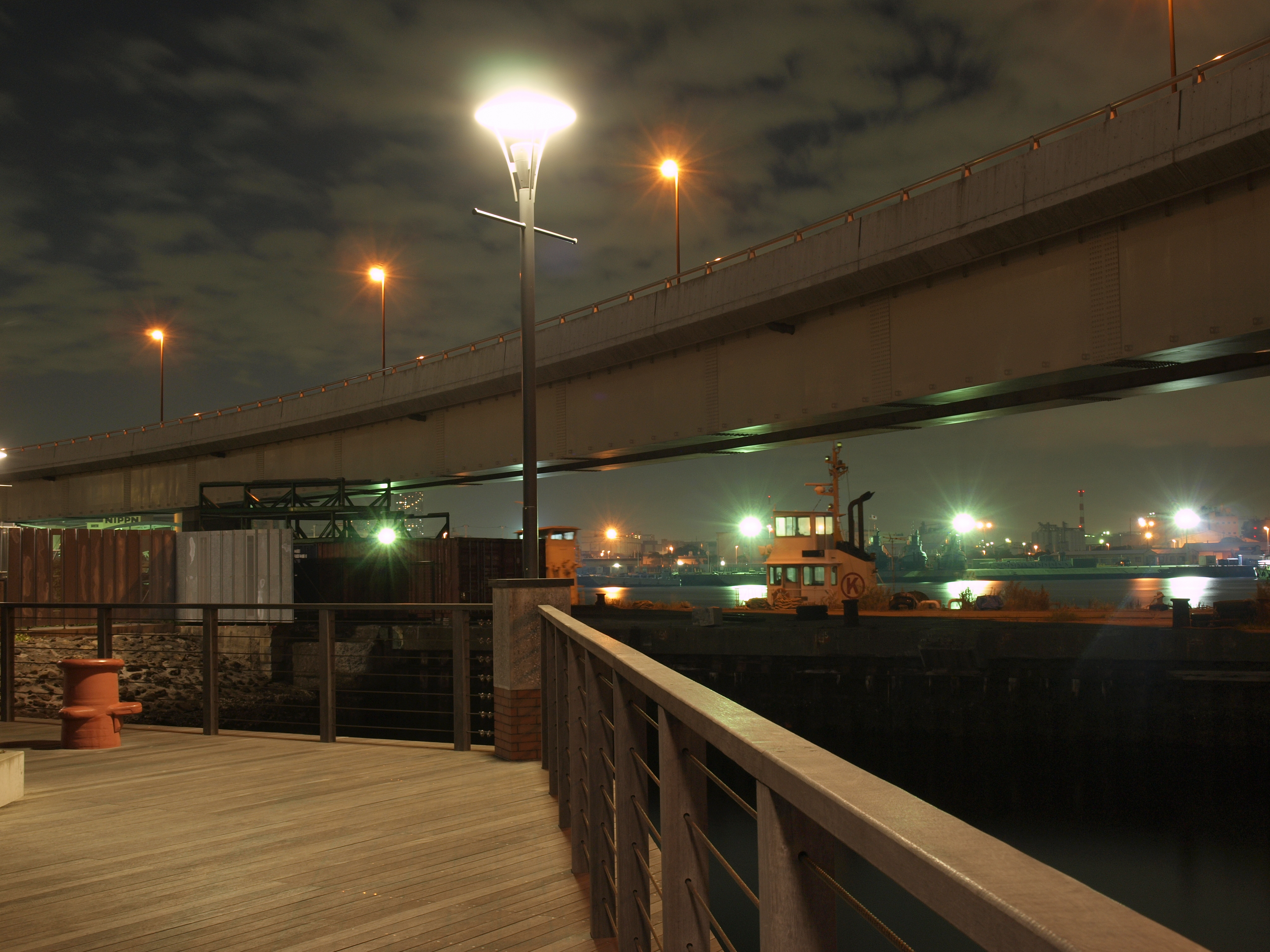
瑞穂埠頭と工場地帯（東側）の夜景 （2010年11月撮影）

## 当地区周辺の状況と展望
当地区周辺は運輸関係の施設や倉庫などが多く、地区の北側、すぐ近くにはJR貨物の東高島駅がある。地区周辺（北西に約1km）のメイン駅である東神奈川駅方面と東高島駅の間（首都高横羽線より南東側）は現状で開発が進んでいない空白地帯となっているが、後述のように再開発も検討されている。
一方、横浜市では横浜都心臨海部（インナーハーバー）として当地区や後述の東高島駅北地区を含む「東神奈川臨海部周辺地区」、「横浜駅周辺地区」、「みなとみらい21地区」、「関内・関外地区」、「山下ふ頭周辺地区」の五地区における長期的な都市再生計画が進められており、これらの地区を結ぶ新たな交通としてLRT（次世代型路面電車システム）が検討されている。
また、東海道貨物支線貨客併用化整備検討協議会などが公表している東海道貨物支線の貨客（貨物と旅客）併用化検討ルートには、前述の東高島駅を通る「通称高島線」も含まれており、同路線の旅客線化を検討した横浜市の資料では期待されるその役割・効果として山内ふ頭地区（当地区を含む埠頭地域一帯）などにおける市街地整備の促進が挙げられている。
この他、山内埠頭（当地区含む）ではコットン大橋より海側まで埋め立てる計画もある（山内ふ頭地先埋立整備事業、海沿いには港湾緑地も整備される）。

### 東高島駅北地区再開発事業
東神奈川駅方面〜東高島駅間の区域（首都高横羽線より南東側）には工場や駐車場などが立地しており現状では土地の高度利用が進んでいないが、「東高島駅北地区」（約12.3ha、うち土地区画整理事業区域は約7.5ha）として一部水域を埋め立てた上で新たな街づくり（都市再開発）が計画されている。地権者12者によって組織された土地区画整理組合設立準備組合では医療・健康・居住などを柱とした街づくりを提案しており、前述の埋立部分には本事業に合わせて公共施設を整備する方針としている。この他、豪雨による治水対策のため横浜駅より東高島駅北地区まで地下幹線を引いて、海に排水するポンプ場も地区内に設けるとしている。
加えて、東神奈川駅方面からコットンハーバー地区までのスムーズな動線も確保できていないことから、新たな動線計画も踏まえた土地区画整理事業となる見通しである。また、ポートサイド地区方面から東高島駅北地区までの道路整備（ポートサイド地区の「ギャラリーロード」を延伸、都市計画道路栄千若線）も計画されており、「横浜駅周辺地区」とのアクセスも強化される見込みである（詳細は「ポートサイド地区#ギャラリーロード」を参照）。2015年度には都市計画の手続きや埋立免許の出願などを進める方針で、早期の事業化（埋立工事など工事着工）を目指している。
開発計画概要

東高島駅北地区はA地区〜E地区および公園で構成される。このうち中心部に位置するC地区（都市型住宅ゾーン）では、JR貨物と三井不動産レジデンシャルによる複合住宅トリプルタワー（C-1：地上47階・軒高約165m〈最高部約180m〉、C-2A：地上42階・軒高150m〈最高部約165m〉、C-2B：地上52階・軒高約180m〈最高部約195m〉の計3棟、いずれも低層部に商業施設・公益施設等を配置）を建設する計画が公表されている。
なお、当初（2015年3月時点）の計画では3棟とも同じ高さ（地上49階・最高部約185m）に揃えて、設計や関係行政協議などを2016年〜2018年にかけて進めた上で同年内に着工し、2022年の完成を目指すとしていたが、2016年6月には建物の階数および高さが変更となり、想定される工期についても3年間延期（2021年度〜2025年度）となることが公表された。
その後、工期の予定時期はさらに遅れており、2023年8月に提出・公表された環境影響評価の手続における事後調査計画書（工事中）によると工期は2026年度〜2030年度（C-1地区が2030年2月竣工、C-2地区の2棟が2031年2月竣工）の予定となっている。しかし、鉄道移設時に地下に埋設されていることが判明した鉄道運行関連の通信ケーブルの対応に時間を要し、その後の道路・宅地造成などの工事にも連鎖的に遅れが生じたことから、土地区画整理および埋立事業の完了予定時期は2年ほど延期され2027年度と見込まれている。そのため、建設工事の工期予定時期についてもさらに遅れる可能性がある。